# ジシュヌ・ラガヴァン
ジシュヌ・ラガヴァン・アリンキル（1979年4月23日 - 2016年3月25日）は、ジシュヌの通称で知られるインドの俳優で、主にタミル語やヒンディー語の映画を含むマラヤーラム語の映画に出演した。
俳優ラガヴァンの息子である。デビュー作『Nammal』（2002年)で最もよく知られており、同作でケーララ映画批評家協会賞の最優秀男優賞とマトゥルブミ映画賞の最優秀新人賞を受賞した。最後の出演作は『Traffic』 （2016年）である。

## 幼少期と教育
ジシュヌは映画俳優兼監督のラガヴァンとショーバの息子である。チェンナイで教育を受け、後にティルヴァナンタプラムのバーラティヤ・ヴィディヤ・バヴァンで学んだ。カリカット国立工科大学で機械工学の学士号を取得した。

## 私生活
彼は2007年に長年の恋人で、大学の後輩で建築家のダニヤ・ラジャンと結婚した。

## 死
ジシュヌは2014年に咽頭がんと診断された。その後、手術を受け、完治した。数日前、ジシュヌはソーシャルメディアに次のように投稿した。がんは寛解したが、2015年に再発し、治療を受けた。2016年3月25日、コーチのアムリタ病院で36歳で肺がんのため亡くなった。亡くなる前に、彼はフェイスブックに、充実したポジティブな一日を過ごすためのインスピレーションを与える投稿をしていた。